# Salix annulifera
Salix annulifera là một loài thực vật có hoa trong họ Liễu. Loài này được C. Marquand & Airy Shaw miêu tả khoa học đầu tiên năm 1929.